# (33189) Ritzdorf
1998 FK43 (asteroide 33189) é um asteroide da cintura principal. Possui uma excentricidade de 0.16932180 e uma inclinação de 2.03872º.
Este asteroide foi descoberto no dia 20 de março de 1998 por LINEAR em Socorro.